# أنجيلا ميليلو
انجيلا ميليلو (بالإيطالية: Angela Melillo) هي ممثلة إيطالية، ولدت في 20 يونيو 1967 بروما في إيطاليا.

## وصلات خارجية
- أنجيلا ميليلو على موقع IMDb (الإنجليزية)